# Квантовый эффект Шоттки
Квантовый эффект Шоттки — квантовый аналог классического эффекта Шоттки.

## Классический эффект
Классический эффект Шоттки связан с понижением потенциального барьера в элекстрическом поле при эмиссии электронов в вакуум с поверхности металла. Электрон, который находится в вакууме на некотором расстоянии {\displaystyle x} от поверхности металла, индуцирует на поверхности металла положительный заряд. Сила притяжения между электроном и этим индуцированным поверхностным зарядом равна по величине силе притяжения к эффективному положительному заряду {\displaystyle +q}, который называют зарядом изображения. Эта сила, которая также называется силой изображения, равна:
{\displaystyle F={\frac {-q^{2}}{4\pi (2x)^{2}\epsilon _{0}\epsilon _{s}}}={\frac {-q^{2}}{16\pi \epsilon _{0}\epsilon _{s}x^{2}}},}
где {\displaystyle \epsilon _{0}} — диэлектрическая проницаемость вакуума, {\displaystyle \epsilon _{s}} — относительная диэлектрическая проницаемость поверхности полупроводника. Работа, которую нужно выполнить чтобы переместить электрон с бесконечности в точку {\displaystyle x}, равна:
{\displaystyle A(x)=\int _{\infty }^{x}F\,dx={\frac {q^{2}}{16\pi \epsilon _{0}x}},}
Если приложено внешнее электрическое поле {\displaystyle E}, то потенциальная энергия электрона {\displaystyle W_{P}} будет равна сумме:
{\displaystyle W_{P}(x)={\frac {q^{2}}{16\pi \epsilon _{0}\epsilon _{s}x}}+qEx} эВ.
Снижение барьера Шоттки {\displaystyle \Delta \phi } и расстояние {\displaystyle x_{m}}, при котором величина потенциала достигает максимума, определяется с условия {\displaystyle {\frac {d[W_{P}(x)]}{dx}}=0}. Откуда находим:
{\displaystyle x_{m}={\sqrt {\frac {q}{16\pi \epsilon _{0}\epsilon _{s}E}}}} см,
{\displaystyle \Delta \phi ={\sqrt {\frac {qE}{4\pi \epsilon _{0}\epsilon _{s}}}}=2Ex_{m}} В.

## Квантовый эффект
В общем случае квантовый эффект Шоттки связан с проблемой атома Бора, дискретная энергия которых может быть записанная в виде:
{\displaystyle W_{B0}={\frac {\hbar \;^{2}}{2m(na_{B})^{2}}},n=1,2,...}
где {\displaystyle a_{B}}- боровский радиус, и с проблемой Эйри (треугольной потенциальной ямы), что имеет энергетические уровни:
{\displaystyle U_{An}=\eta _{n}{\big (}{\frac {q\hbar \;E_{n}}{\sqrt {2m}}}{\big )}^{2/3}}
где {\displaystyle \eta _{n}} — корни функции Эйри. Поскольку атомная проблема относится к классам 3D- проблем (трёхмерным), а проблема Эйри есть типичная одномерная (1D-), их совместное решение представляет трудную задачу. Поэтому здесь мы воспользуемся квазиклассическим приближением первого порядка, чтобы решить проблему движения зарядов в 1D- размерности у поверхности раздела {\displaystyle Si-SiO_{2}}. Как известно, квантовое движение свободной частицы может быть представлено в виду плоской волны:
{\displaystyle \psi (x)\sim \;exp(ikx),}
где {\displaystyle k} — волновой вектор, а кинетическая энергия:
{\displaystyle W={\frac {(\hbar \;k)^{2}}{2m}}}.
В случае наличия центров рассеяния волновой вектор удовлетворяет условию:
{\displaystyle k(2x)=1}, и потому одночастная кинетическая энергия могут быть переписана в виде:
{\displaystyle W_{II}={\frac {\hbar \;^{2}}{8mx^{2}}}.}
Рассмотрим случай наличия одной частицы, чью полную энергию можно записать в виде:
{\displaystyle W_{II\Sigma }(X)=W_{II}+U_{II}={\frac {\hbar \;^{2}}{8mx^{2}}}+qxE.}
Дифференцируя последнее уравнение по {\displaystyle x}, получится экстремальное значение координаты:
{\displaystyle x_{IIm}={\big (}{\frac {\hbar \;^{2}}{4mqE}}{\big )}^{1/3}}
и в барьере Шоттки:
{\displaystyle \Delta \phi ={\frac {W_{II\Sigma }(X)}{q}}={\frac {3}{2q}}({\frac {q\hbar \;E}{2{\sqrt {m}}}})^{2/3}}
Электрическое поле {\displaystyle E} в последнем уравнении должно иметь только дискретные значения в квантовом случае, которые можно найти следующим образом. По-видимому, что у задачи Бора используется взаимодействие двух частиц. Для двух частиц в нашем случае кинетическая энергия должна быть уменьшена в 2 раза. Тогда полная энергия может быть переписана в виде:
{\displaystyle W_{2I\Sigma }(X)=W_{2I}+U_{2I}={\frac {\hbar \;^{2}}{16mx^{2}}}+qxE.}.
Дифференцируясь это уравнение получим значение координаты в точке экстремума:
{\displaystyle x_{2Im}=0.5{\big (}{\frac {\hbar \;^{2}}{mqE}}{\big )}^{1/3}}, и кинетической энергии:
{\displaystyle W_{21}(x_{m})=2^{-5/3}({\frac {\hbar \;qE}{\sqrt {2m}}})^{2/3}},
как и потенциальной энергии:
{\displaystyle U_{21}(x_{m})=2^{-2/3}({\frac {\hbar \;qE}{\sqrt {2m}}})^{2/3}}.
Используя условия сшивки
{\displaystyle W_{21}(x_{m})=W_{Bn}}, и {\displaystyle U_{21}(x_{m})=U_{A0}}
получится оценка для электрического поля:
{\displaystyle E_{0n}=2^{3/2}n^{-3}\eta _{0}^{-3/2}E_{B},},
где {\displaystyle E_{B}={\frac {\hbar \;^{2}}{2mqa_{B}^{3}}}=2,5711\cdot 10^{11}} В/м, а {\displaystyle \eta _{0}=2,33811} — первый корень функции Эйри.